# إيناس الخويلدي
إيناس الخويلدي (11 مارس 1985) لاعبة كرة يد تونسية.

## مواضيع ذات صلة
منتخب تونس لكرة اليد للسيدات

## روابط خارجية
- إيناس الخويلدي على موقع الاتحاد الأوروبي لكرة اليد (الإنجليزية)